# Красные Зори (исторический район)
Красные Зори — исторический район Санкт-Петербурга, включает в свой состав дома № 1-13 по Ропшинскому шоссе и птицефабрику «Красные Зори». Входит в состав муниципального образования «Город Петергоф».

## История и современное состояние
Птицефабрика создана в 1940-е гг., входила в состав треста «Ленптицепром». Жилой посёлок при ней (дома по Ропшинскому шоссе) существует с 1960-х гг. В настоящее время птицефабрика бездействует, её территория заброшена.
Изначально имя «Красные Зори» носила детская колония-коммуна, располагавшаяся до Великой Отечественной войны на территории Михайловки.
Со всех сторон окружён незастроенными территориями. Южная граница исторического района Красные Зори одновременно является границей Санкт-Петербурга и Ленинградской области. Местное название всей этой территории — «Птичка».
В 2010—2012 гг. здесь был построен жилой комплекс «Красные Зори», впоследствии переименованный в «Петергофский каскад». 28 февраля 2013 он был официально введён в эксплуатацию.

## Транспорт
Ближайшая пригородная железнодорожная станция — Новый Петергоф. Одноимённая платформа Красные Зори находится на значительном расстоянии от исторического района. Добраться до станции Новый Петергоф можно главным образом пешком вдоль железной дороги.
Проходят автобусные маршруты 278, 348, 357. Добраться до жд станции так же можно через жилой комплекс Новый Петергоф и потом вдоль улицы Юты Бондаровской, что значительно удобнее и быстрее. 